# Jerzy Grzegorzewski

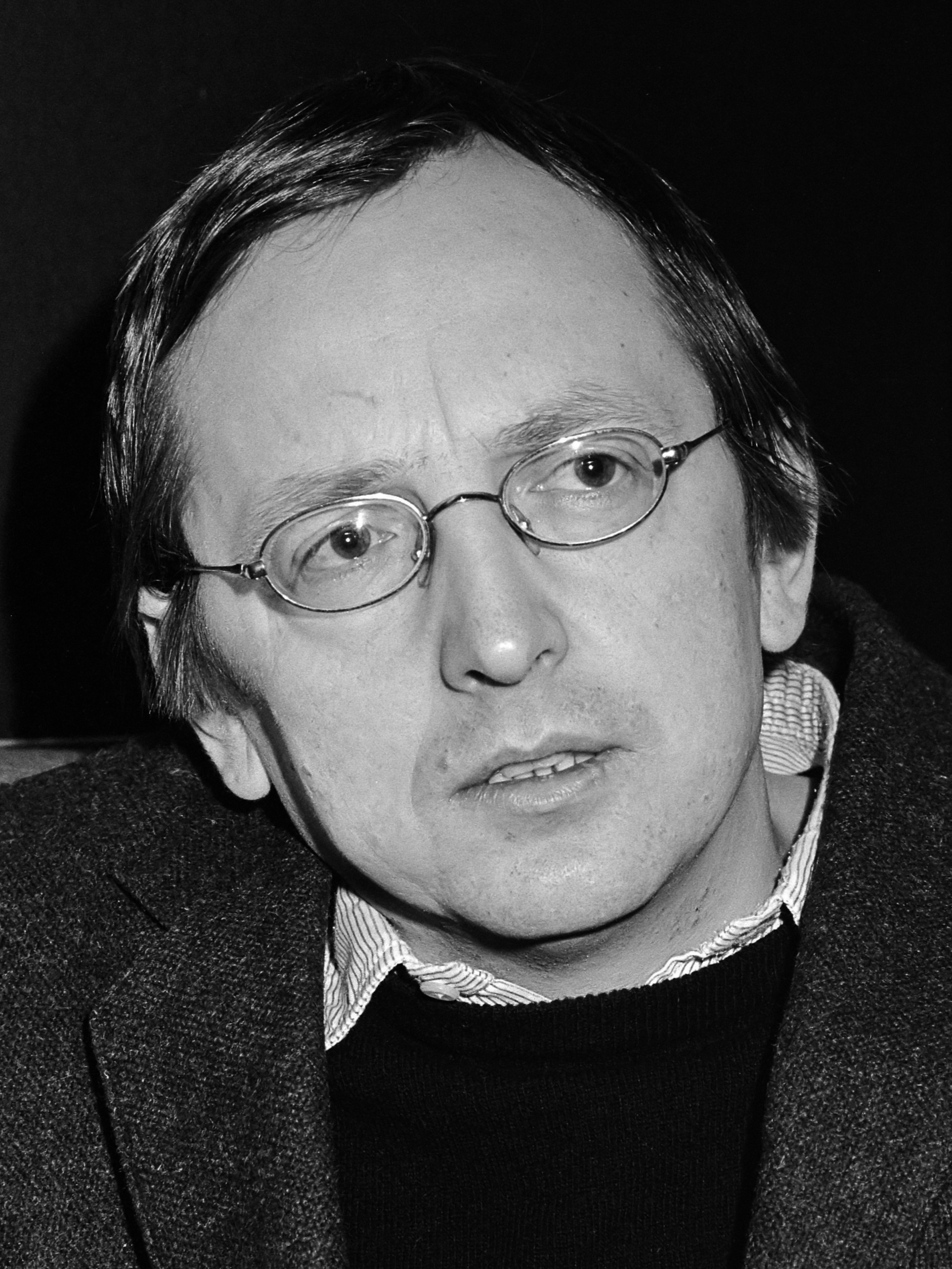
Jerzy Grzegorzewski (1982)

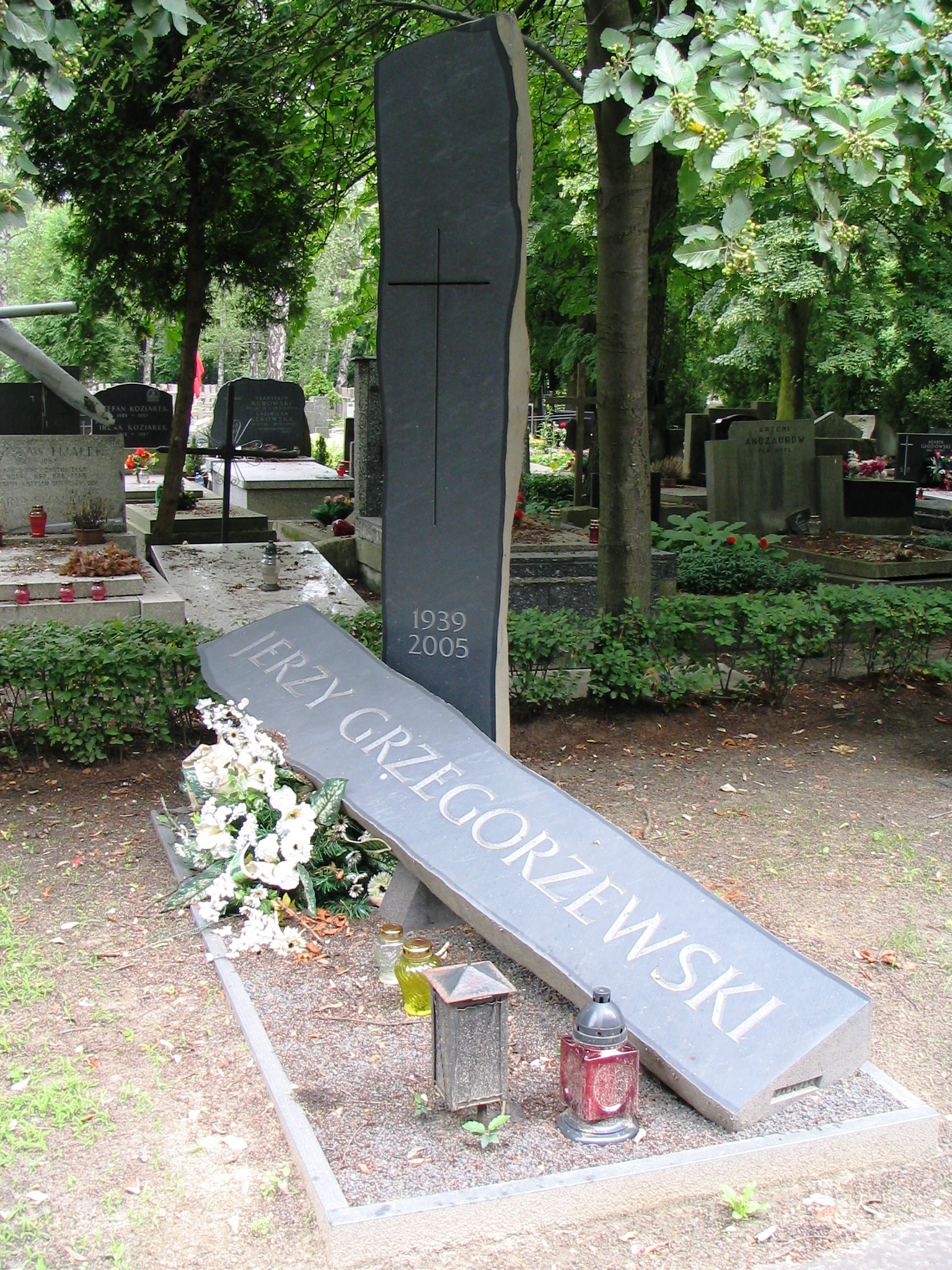
Grab von Jerzy Grzegorzewski auf dem Powązki-Friedhof

Jerzy Grzegorzewski (* 22. Juni 1939 in Łódź; † 9. April 2005 in Warschau) war ein polnischer Theaterregisseur.

## Leben und Werk
Grzegorzewski studierte zunächst in Łódź Kunst und anschließend Theaterregie an der PWST in Warschau. Noch während des Studiums assistierte er 1963 am Polnischen Nationaltheater in Warschau dem damaligen Direktor, der Regielegende Kazimierz Dejmek. Nach dem Studium ging er zurück nach Łódź und debütierte dort als Regisseur. Er entwarf selbst die Bühnenbilder zu seinen Inszenierungen. Erste Arbeiten von Autoren wie Bertolt Brecht, Stanisław Ignacy Witkiewicz und vor allem seine erste Inszenierung der Hochzeitsfeier von Stanisław Wyspiański. 1976 wechselte Grzegorzewski an das Alte Theater in Krakau und blieb dort bis 1982 und intensivierte seine Arbeit an Wyspiański-Stücken. Er realisierte u. a. eine weitere Aufführung der Hochzeitsfeier. Ab 1879 bis 1981 war er auch künstlerischer Leiter des Polnischen Theaters Breslau. 1982 wurde er zum Direktor des Studio-Theaters in Warschau ernannt als Nachfolger von Józef Szajna. Hier begann seine größte Zeit als Regisseur. Mit seinen Inszenierungen kommentierte er das zeitgenössische Polen bis über die politische Wende 1989 hinaus. 1997 wurde er zum Direktor des wiedereröffneten Polnischen Nationaltheaters ernannt und begann dort seine Arbeit ab der Saison 1999/2000. Hier versammelte er die wichtigsten polnischen Theaterschauspieler um sich, viele von ihnen hatte er selbst beim Studio-Theater geformt und berühmt gemacht.
Die Hauptbühne des Teatr Polski we Wrocławiu (Polnischen Theater in Breslau) ist nach ihm benannt.
| Personendaten    | Personendaten               |
| ---------------- | --------------------------- |
| NAME             | Grzegorzewski, Jerzy        |
| KURZBESCHREIBUNG | polnischer Theaterregisseur |
| GEBURTSDATUM     | 22. Juni 1939               |
| GEBURTSORT       | Łódź                        |
| STERBEDATUM      | 9. April 2005               |
| STERBEORT        | Warschau                    |